# Haley Reinhart

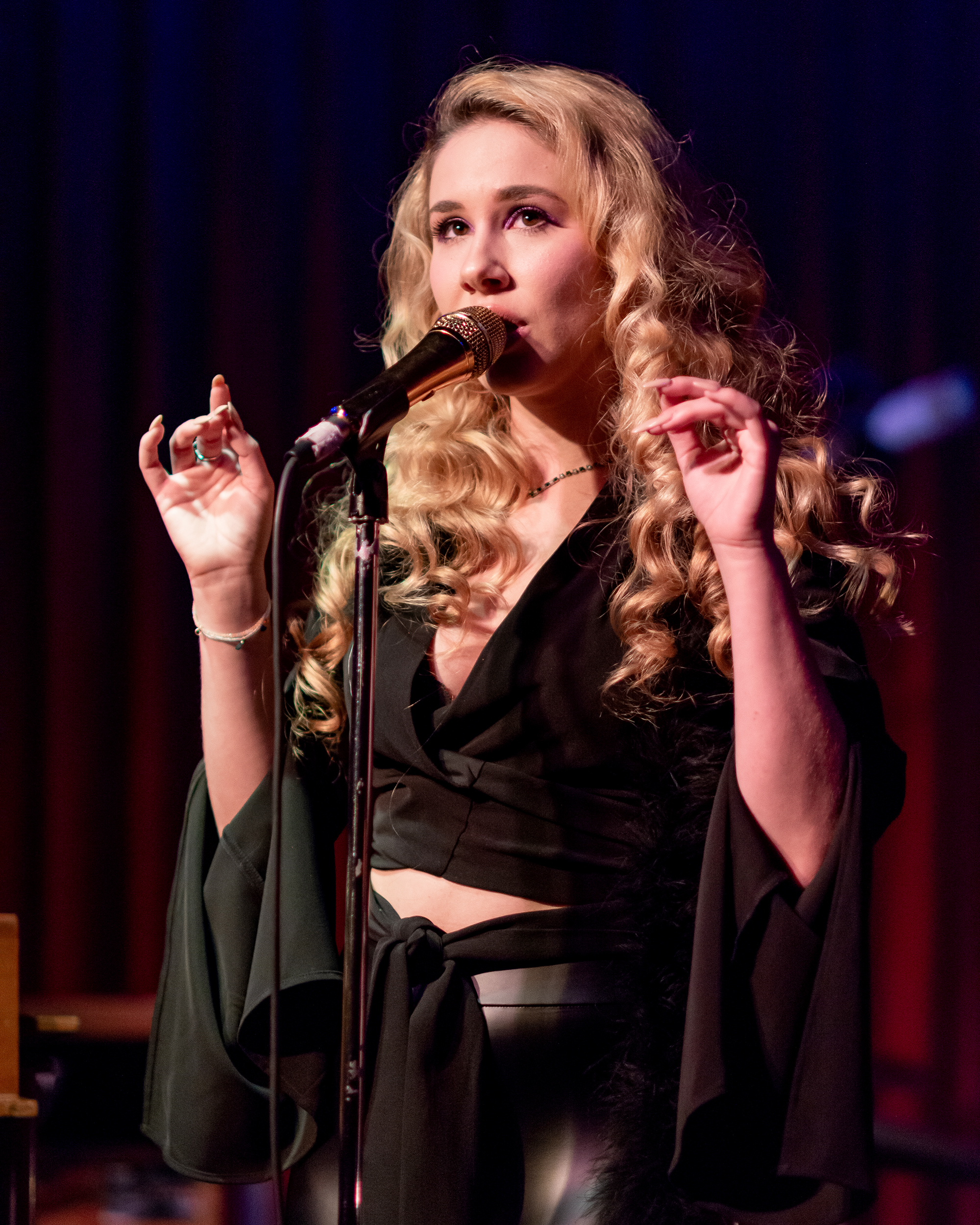
Haley Reinhart in Los Angeles (2018)

Haley Reinhart (* 9. September 1990 in Wheeling, Illinois) ist eine US-amerikanische Singer-Songwriterin, die den dritten Platz in der zehnten Staffel von American Idol erreichte. Ihr Debütalbum Listen Up! wurde 2012 veröffentlicht.

## Biografie
Reinhart wurde 1990 in Wheeling, Illinois, als Tochter zweier Musiker geboren. In jungen Jahren spielte sie in der Band ihrer Eltern, Midnight, hauptsächlich Rockmusik der 1960er und 70er Jahre. Ihren ersten öffentlichen Gesangsauftritt absolvierte die damals Neunjährige auf einer Tätowier-Messe in Chicago. 2009 begann sie ihr Jazzstudium am Harper College in Palatine, Illinois. Zusammen mit der Jazzband ihrer Highschool trat sie auf dem Montreux Jazz Festival 2009 in der Schweiz auf.

## American Idol
Haley Reinhart nahm beim Casting von American Idol in der neunten Staffel in Chicago teil, kam aber nicht weiter. Im folgenden Jahr, 2010, hatte sie Erfolg beim Casting in Milwaukee, Wisconsin und gelangte in die Gruppenphase und auch die Mottoshows. Sie erreichte schließlich die Top 3, unterlag dort aber am 19. Mai 2011 Lauren Alaina und dem späteren Gewinner Scotty McCreery. Mehrere Prominente, darunter Kelly Clarkson, Adam Lambert, Tom Hanks, oder Ellen DeGeneres bezeichneten Reinhart als ihren Favoriten der Staffel.

### Auftritte
| Episode           | Thema                                  | Lied                                         | Originalsänger     |
| ----------------- | -------------------------------------- | -------------------------------------------- | ------------------ |
| Audition          | Auditioner’s Choice                    | Oh! Darling                                  | The Beatles        |
| Hollywood Teil 1  | First Solo                             | Breathless                                   | Corinne Bailey Rae |
| Hollywood Teil 2  | Group Performance                      | Carry On Wayward Son                         | Kansas             |
| Hollywood Teil 3  | Second Solo                            | God Bless the Child                          | Billie Holiday     |
| Las Vegas         | Songs of The Beatles Group Performance | The Long and Winding Road                    | The Beatles        |
| Hollywood Finale  | Final Solo                             | Baby It’s You                                | The Shirelles      |
| Top 24 (12 Women) | Personal Choice                        | Fallin’                                      | Alicia Keys        |
| Top 13            | Your Personal Idol                     | Blue                                         | LeAnn Rimes        |
| Top 12            | Year You Were Born                     | I’m Your Baby Tonight                        | Whitney Houston    |
| Top 11            | Motown                                 | You’ve Really Got a Hold on Me               | The Miracles       |
| Top 11            | Elton John                             | Bennie and the Jets                          | Elton John         |
| Top 9             | Rock & Roll Hall of Fame               | Piece of My Heart                            | Erma Franklin      |
| Top 8             | Songs from the Movies                  | Call Me – American Gigolo                    | Blondie            |
| Top 7             | Songs from the 21st Century            | Rolling in the Deep                          | Adele              |
| Top 6             | Carole King                            | Duett I Feel the Earth Move mit Casey Abrams | Carole King        |
| Top 6             | Carole King                            | Solo Beautiful                               | Carole King        |
| Top 5             | Songs from Now and Then                | Yoü and I                                    | Lady Gaga          |
| Top 5             | Songs from Now and Then                | The House of the Rising Sun                  | Volkslied          |
| Top 4             | Songs That Inspire                     | Earth Song                                   | Michael Jackson    |
| Top 4             | Leiber & Stoller Songbook              | I (Who Have Nothing)                         | Ben E. King        |
| Top 3             | Contestant’s Choice                    | What Is and What Should Never Be             | Led Zeppelin       |
| Top 3             | Jimmy Iovine's Choice                  | Rhiannon                                     | Fleetwood Mac      |
| Top 3             | Judges’ Choice                         | You Oughta Know                              | Alanis Morissette  |

## Musikkarriere

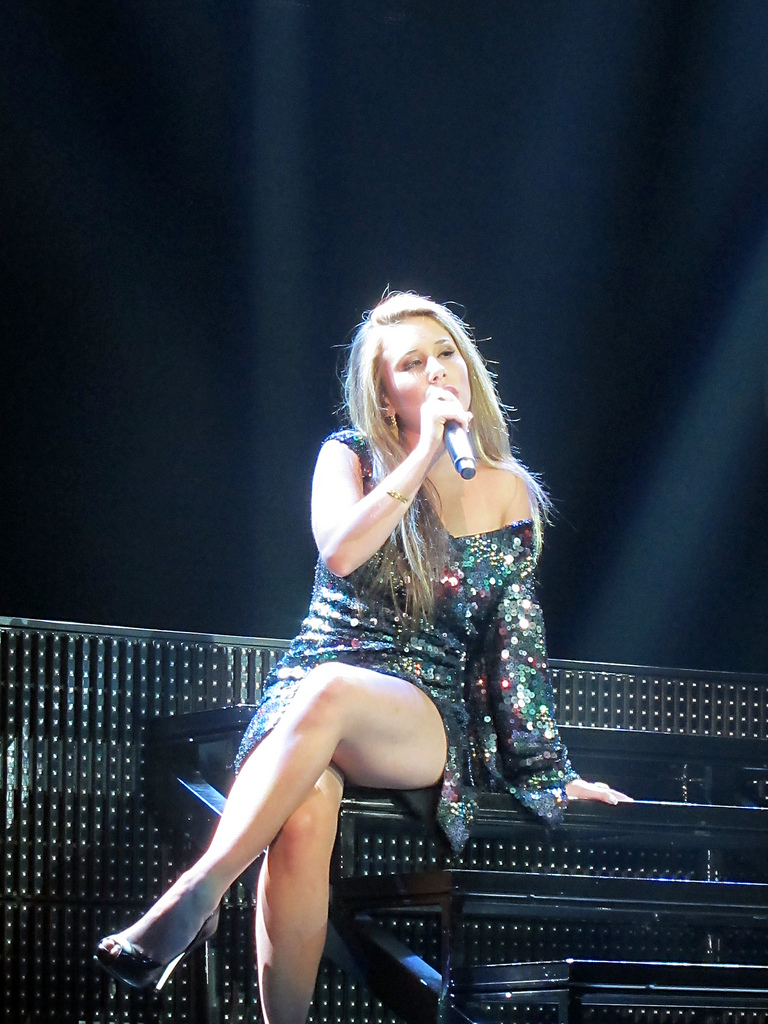
Haley Reinhart auf der American Idols Live Tour (2011)

### DebütalbumListen Up!(2012)
Nachdem sie aus American Idol ausgeschieden war, unterschrieb Haley Reinhart einen Plattenvertrag bei 19 Entertainment/Interscope Records. Zusammen mit dem American-Idol-Teilnehmer Casey Abrams nahm sie das ursprünglich von Frank Loesser geschriebene Weihnachtslied Baby, It’s Cold Outside auf und veröffentlichte es am 21. November 2011, das zugehörige Musikvideo schon am 15. November.
Ihr Debütalbum Listen Up! vereinigt Elemente von R&B, Soul, Rock, Pop, Jazz und Funk. Das Album, für das sie mehrere Songs selbst schrieb, sollte laut Reinhart authentisch sein und Substanz haben. Die erste Single daraus, Free, wurde am 20. März 2012 veröffentlicht und erreichte Platz 104 der Singlecharts und Platz 38 bei den Adult Pop Songs. Auf dem Album ist auch das Lied Oh My, eine Kollaboration mit dem Rapper B.o.B., enthalten. Listen Up! kam schließlich am 22. Mai 2012 auf den Markt. und erreichte in der ersten Woche Platz 17 der Albumcharts mit 20.000 verkauften Exemplaren. Das Lied Undone wurde 2012 in dem Tanzfilm Step Up Revolution, dem vierten Teil der Step-Up-Filmreihe, gespielt.
Haley Reinhart ist im Lied Hit the Road Jack auf dem Debütalbum von Casey Abrams zu hören. Reinhart hatte Anfang 2012 einen Gastauftritt in der Fernsehserie 90210 und sang dort ihr Lied Free.

### Betterund weitere Projekte

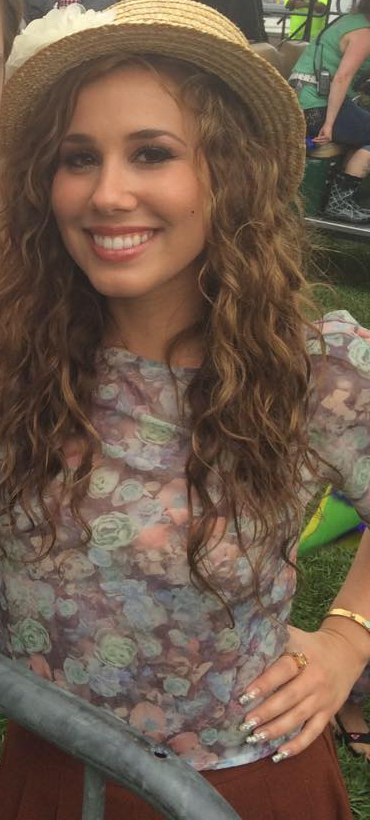
Haley Reinhart (2015)

Im November 2012 wurde ihr Plattenvertrag bei Interscope Records nicht verlängert. Im März 2013 wurde bekanntgegeben, dass sie an einer neuen EP arbeitet, deren Veröffentlichungstermin noch nicht feststeht. Im Februar 2014 startete sie eine Crowdfunding-Kampagne auf dem Portal Indiegogo um das Musikvideo zu ihrem neuen Lied Show Me Your Moves! zu finanzieren. Die Kampagne wurde im April erfolgreich abgeschlossen. Das Video, das am 13. Juli 2014 auf Youtube veröffentlicht wurde, zeigt Haley nach einer Bruchlandung ihres Flugzeugs. Ein weiteres Lied von ihr, Listen, wird in der Showtime-Serie Years of Living Dangerously gespielt.
Am 22. Oktober 2014 wurde bekanntgegeben, dass Haley Reinhart einen Vertrag mit dem unabhängigen Rechtevermarkter Ole unterschrieben hat, der sie auch bei der Veröffentlichung ihrer neuen EP unterstützen wird.
Seit 2015 trat sie mehrmals in der Band Scott Bradlee’s Postmodern Jukebox auf, die Coverversionen zeitgenössischer Musik im Jazz-Stil spielt.
Rund vier Jahre nach ihrem Debütalbum veröffentlichte Reinhart am 29. April 2016 ihr zweites Album Better.
Das auch im Album enthaltene Cover von Elvis Presleys Can’t Help Falling in Love verkaufte sich über 200 000 Mal.
Das dritte Album, What's That Sound?, kam bei Concord Records am 22. September 2017 heraus und bringt elf Coverversionen von Rockpopklassikern der 1960er-Jahre sowie drei neue Originaltitel. Die Sängerin selbst schildert das Album als eine Verbeugung vor Songs und Bands, die ihre Kindheit und ihren Werdegang beeinflusst haben.
2018 veröffentlichte Haley Reinhart mit Last Kiss Goodbye eine neue eigene Single, welche eine Lo-Fi Pop-Produktion ist, unterlegt mit dem Swing von Bossa Nova.
Außerdem ist die Sängerin in der Single Something Strange des holländischen DJ-Duos Vicetone zu hören.

## Diskografie

### Studioalben
| Jahr | Titel Musiklabel                       | Höchstplatzierung, Gesamtwochen, AuszeichnungChartsChartplatzierungen (Jahr, Titel, Musiklabel, Platzierungen, Wochen, Auszeichnungen, Anmerkungen) | Anmerkungen                              |
| Jahr | Titel Musiklabel                       | US | Anmerkungen                              |
| ---- | -------------------------------------- | --- | ---------------------------------------- |
| 2012 | Listen Up! 19 Recordings               | US17 (5 Wo.)US | Erstveröffentlichung: 22. Mai 2012       |
| 2016 | Better red dot / Media Management      | — | Erstveröffentlichung: 29. April 2016     |
| 2017 | What’s That Sound? Concord Music Group | — | Erstveröffentlichung: 22. September 2017 |
| 2019 | Lo-Fi Soul Reinhart Records            | — | Erstveröffentlichung: 27. März 2019      |

### EPs
| Jahr | Titel                                              | Höchstplatzierung, Gesamtwochen, AuszeichnungChartsChartplatzierungen (Jahr, Titel, Platzierungen, Wochen, Auszeichnungen, Anmerkungen) | Anmerkungen                         |
| Jahr | Titel                                              | US | Anmerkungen                         |
| ---- | -------------------------------------------------- | --- | ----------------------------------- |
| 2011 | American Idol Season 10 Highlights: Haley Reinhart | US37 (9 Wo.)US | Erstveröffentlichung: 28. Juni 2011 |

### Singles
- 2011: Baby, It’s Cold Outside (mit Casey Abrams)
- 2012: Free
- 2014: Show Me Your Moves
- 2015: Can’t Help Falling in Love (UK: Gold, US: ×2Doppelplatin )
- 2016: Better
- 2017: Let’s Start
- 2017: The Letter
- 2017: Baby It’s You
- 2017: For What It’s Worth
- 2018: Last Kiss Goodbye
- 2022: Creep (mit Naeleck)

Als Gastmusikerin
- 2018: Something Strange (mit Vicetone)

## Auszeichnungen für Musikverkäufe
| Platin-Schallplatte - Neuseeland - 2023: für die Single Can’t Help Falling in Love |

Anmerkung: Auszeichnungen in Ländern aus den Charttabellen bzw. Chartboxen sind in ebendiesen zu finden.
| Land/RegionAuszeichnungen für Musikverkäufe (Land/Region, Auszeichnungen, Verkäufe, Quellen) | Gold  | Platin     | Verkäufe  | Quellen          |
| -------------------------------------------------------------------------------------------- | ----- | ---------- | --------- | ---------------- |
| Neuseeland (RMNZ)                                                                            | —     | Platin1    | 30.000    | radioscope.co.nz |
| Vereinigte Staaten (RIAA)                                                                    | —     | 2× Platin2 | 2.000.000 | riaa.com         |
| Vereinigtes Königreich (BPI)                                                                 | Gold1 | —          | 400.000   | bpi.co.uk        |
| Insgesamt                                                                                    | Gold1 | 3× Platin3 |           |                  |

## Filmografie

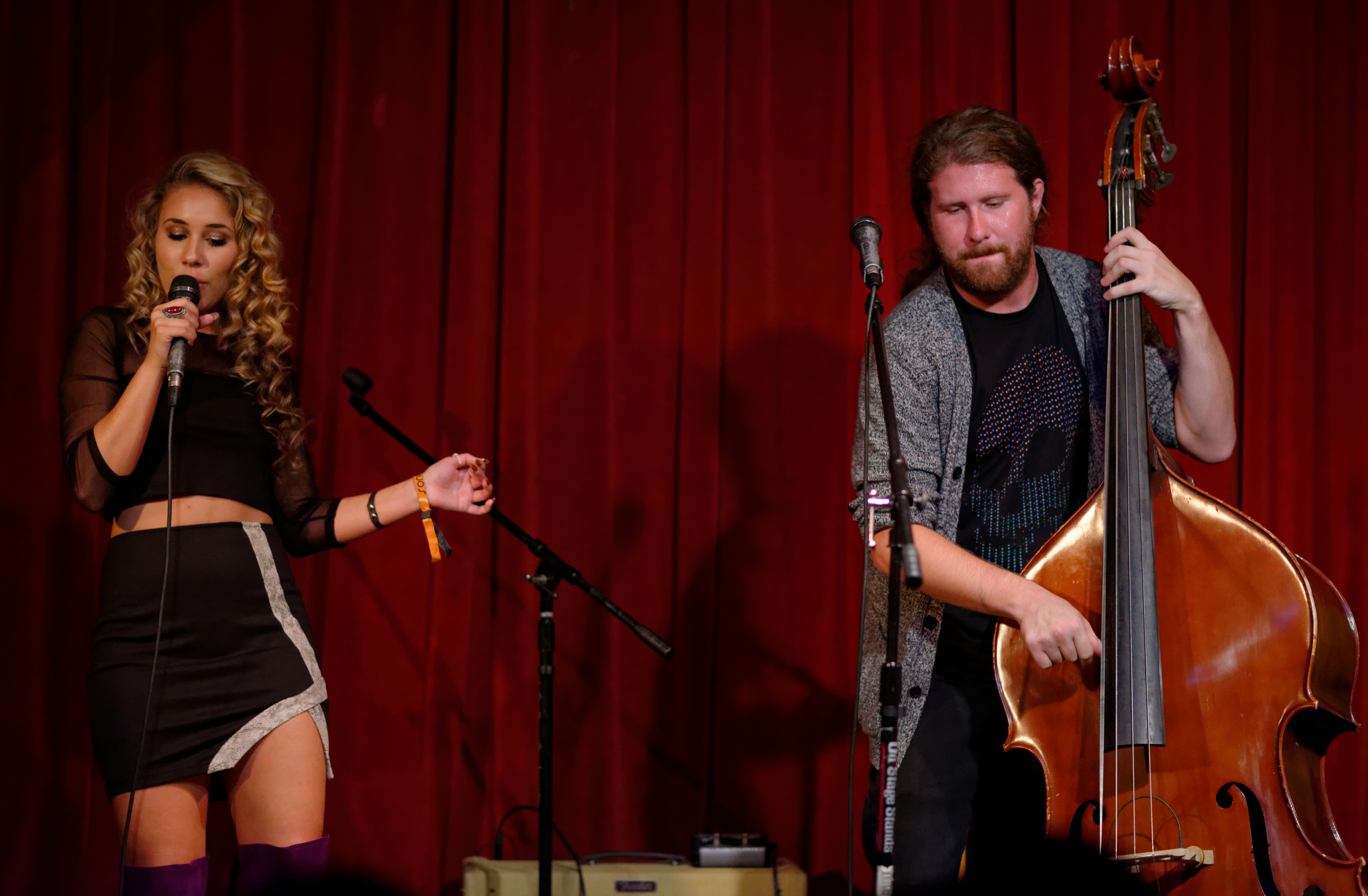
Haley Reinhart zusammen mit Casey Abrams bei einem Auftritt in Los Angeles (Juni 2014)

### Musikvideos
- 2011: Baby, It’s Cold Outside (mit Casey Abrams) (Regie: Nick Spanos)
- 2012: Free (Regie: Christopher Sims)
- 2014: Show Me Your Moves (Regie: Danni Gutierrez)
- 2016: Better (Regie: Casey Curry)

### Fernsehen
- 2011–2012: American Idol (Teilnahme)
- 2012: 90210 (Fernsehserie, 1 Folge)
- 2012: So You Think You Can Dance (Musikauftritte)
- 2013: Hit the Floor (Musikauftritt)
- 2015–2021: F Is for Family (Fernsehserie, 44 Folgen, Stimme)

### Kino
- 2020: We Can Be Heroes